# Eric Tinkler
Erik Tinkler (Roodepoort, 30 luglio 1970) è un allenatore di calcio ed ex calciatore sudafricano, di ruolo centrocampista, tecnico del Sekhukhune United.

## Carriera

### Club
Erik Tinkler, nella sua carriera durata dal 1990 al 2007, ha giocato per Bidvest  Wits, Vitória Setúbal, Cagliari, Once Caldas e Barnsley. Ha chiuso la carriera nel Wits, squadra con cui, nel 1990, aveva esordito nella massima divisione sudafricana.

### Nazionale
Ha giocato con la Nazionale Sudafricana dal 1994 al 2002, arrivando terzo alla Coppa d'Africa 2000. Ha partecipato a una Confederations Cup (1997) e ad altre 2 Coppe d'Africa (quella vittoriosa del 1996 e del 2002). In totale ha racimolato 46 presenze e una rete con i Bafana Bafana.

## Dopo il ritiro
Al termine dall'attività agonistica è divenuto assistente dell'allenatore Roger De Sá al Bidvest Wits, suo vecchio club da giocatore, e ha successivamente intrapreso la carriera di capo allenatore.

## Statistiche

### Cronologia presenze e reti in Nazionale
| Cronologia completa delle presenze e delle reti in nazionale ― Sudafrica | Cronologia completa delle presenze e delle reti in nazionale ― Sudafrica | Cronologia completa delle presenze e delle reti in nazionale ― Sudafrica | Cronologia completa delle presenze e delle reti in nazionale ― Sudafrica | Cronologia completa delle presenze e delle reti in nazionale ― Sudafrica | Cronologia completa delle presenze e delle reti in nazionale ― Sudafrica | Cronologia completa delle presenze e delle reti in nazionale ― Sudafrica | Cronologia completa delle presenze e delle reti in nazionale ― Sudafrica |
| Data                                                                     | Città                                                                    | In casa                                                                  | Risultato                                                                | Ospiti                                                                   | Competizione                                                             | Reti                                                                     | Note                                                                     |
| ------------------------------------------------------------------------ | ------------------------------------------------------------------------ | ------------------------------------------------------------------------ | ------------------------------------------------------------------------ | ------------------------------------------------------------------------ | ------------------------------------------------------------------------ | ------------------------------------------------------------------------ | ------------------------------------------------------------------------ |
| 8-6-1994                                                                 | Adelaide                                                                 | Australia                                                                | 1 – 0                                                                    | Sudafrica                                                                | Amichevole                                                               | -                                                                        | 84’                                                                      |
| 12-6-1994                                                                | Sydney                                                                   | Australia                                                                | 1 – 0                                                                    | Sudafrica                                                                | Amichevole                                                               | -                                                                        | 46’                                                                      |
| 26-11-1994                                                               | Pretoria                                                                 | Sudafrica                                                                | 2 – 1                                                                    | Ghana                                                                    | Amichevole                                                               | -                                                                        |                                                                          |
| 30-11-1994                                                               | Port Elizabeth                                                           | Sudafrica                                                                | 0 – 0                                                                    | Costa d'Avorio                                                           | Amichevole                                                               | -                                                                        |                                                                          |
| 4-12-1994                                                                | Johannesburg                                                             | Sudafrica                                                                | 1 – 1                                                                    | Camerun                                                                  | Amichevole                                                               | -                                                                        |                                                                          |
| 13-5-1995                                                                | Johannesburg                                                             | Sudafrica                                                                | 1 – 1                                                                    | Argentina                                                                | Amichevole                                                               | -                                                                        |                                                                          |
| 24-11-1995                                                               | Mmabatho                                                                 | Sudafrica                                                                | 2 – 0                                                                    | Egitto                                                                   | Amichevole                                                               | -                                                                        |                                                                          |
| 26-11-1995                                                               | Johannesburg                                                             | Sudafrica                                                                | 2 – 0                                                                    | Zimbabwe                                                                 | Amichevole                                                               | -                                                                        | Ammonizione                                                              |
| 15-12-1995                                                               | Johannesburg                                                             | Sudafrica                                                                | 0 – 0                                                                    | Germania                                                                 | Amichevole                                                               | -                                                                        |                                                                          |
| 13-1-1996                                                                | Johannesburg                                                             | Sudafrica                                                                | 3 – 0                                                                    | Camerun                                                                  | Coppa d'Africa 1996 - 1º turno                                           | -                                                                        |                                                                          |
| 20-1-1996                                                                | Johannesburg                                                             | Sudafrica                                                                | 1 – 0                                                                    | Angola                                                                   | Coppa d'Africa 1996 - 1º turno                                           | -                                                                        |                                                                          |
| 24-1-1996                                                                | Johannesburg                                                             | Sudafrica                                                                | 0 – 1                                                                    | Egitto                                                                   | Coppa d'Africa 1996 - 1º turno                                           | -                                                                        |                                                                          |
| 27-1-1996                                                                | Johannesburg                                                             | Sudafrica                                                                | 2 – 1                                                                    | Algeria                                                                  | Coppa d'Africa 1996 - Quarti di finale                                   | -                                                                        |                                                                          |
| 31-1-1996                                                                | Johannesburg                                                             | Sudafrica                                                                | 3 – 0                                                                    | Ghana                                                                    | Coppa d'Africa 1996 - Semifinale                                         | -                                                                        | Ammonizione                                                              |
| 3-2-1996                                                                 | Johannesburg                                                             | Sudafrica                                                                | 2 – 0                                                                    | Tunisia                                                                  | Coppa d'Africa 1996 - Finale                                             | -                                                                        |                                                                          |
| 24-4-1996                                                                | Johannesburg                                                             | Sudafrica                                                                | 2 – 3                                                                    | Brasile                                                                  | Amichevole                                                               | -                                                                        |                                                                          |
| 1-6-1996                                                                 | Blantyre                                                                 | Malawi                                                                   | 0 – 1                                                                    | Sudafrica                                                                | Qual. Mondiali 1998                                                      | 1                                                                        | 66’                                                                      |
| 15-6-1996                                                                | Johannesburg                                                             | Sudafrica                                                                | 3 – 0                                                                    | Malawi                                                                   | Qual. Mondiali 1998                                                      | -                                                                        |                                                                          |
| 18-9-1996                                                                | Durban                                                                   | Sudafrica                                                                | 2 – 0                                                                    | Australia                                                                | Amichevole                                                               | -                                                                        | Ammonizione                                                              |
| 9-11-1996                                                                | Johannesburg                                                             | Sudafrica                                                                | 1 – 0                                                                    | Zaire                                                                    | Qual. Mondiali 1998                                                      | -                                                                        |                                                                          |
| 11-1-1997                                                                | Lusaka                                                                   | Zambia                                                                   | 0 – 0                                                                    | Sudafrica                                                                | Qual. Mondiali 1998                                                      | -                                                                        |                                                                          |
| 6-4-1997                                                                 | Pointe-Noire                                                             | Rep. del Congo                                                           | 2 – 0                                                                    | Sudafrica                                                                | Qual. Mondiali 1998                                                      | -                                                                        |                                                                          |
| 27-4-1997                                                                | Lomé                                                                     | Zaire                                                                    | 1 – 2                                                                    | Sudafrica                                                                | Qual. Mondiali 1998                                                      | -                                                                        |                                                                          |
| 24-5-1997                                                                | Manchester                                                               | Inghilterra                                                              | 2 – 1                                                                    | Sudafrica                                                                | Amichevole                                                               | -                                                                        | 88’                                                                      |
| 8-6-1997                                                                 | Johannesburg                                                             | Sudafrica                                                                | 3 – 0                                                                    | Zambia                                                                   | Qual. Mondiali 1998                                                      | -                                                                        |                                                                          |
| 16-8-1997                                                                | Johannesburg                                                             | Sudafrica                                                                | 1 – 0                                                                    | Rep. del Congo                                                           | Qual. Mondiali 1998                                                      | -                                                                        |                                                                          |
| 11-10-1997                                                               | Lens                                                                     | Francia                                                                  | 2 – 1                                                                    | Sudafrica                                                                | Amichevole                                                               | -                                                                        | 74’                                                                      |
| 15-11-1997                                                               | Düsseldorf                                                               | Germania                                                                 | 3 – 0                                                                    | Sudafrica                                                                | Amichevole                                                               | -                                                                        |                                                                          |
| 7-12-1997                                                                | Johannesburg                                                             | Sudafrica                                                                | 1 – 2                                                                    | Brasile                                                                  | Amichevole                                                               | -                                                                        | 73’                                                                      |
| 17-12-1997                                                               | Riyad                                                                    | Uruguay                                                                  | 4 – 3                                                                    | Sudafrica                                                                | Conf. Cup 1997 - 1º turno                                                | -                                                                        | 54’                                                                      |
| 18-9-1999                                                                | Città del Capo                                                           | Sudafrica                                                                | 1 – 0                                                                    | Arabia Saudita                                                           | Amichevole                                                               | -                                                                        |                                                                          |
| 30-9-1999                                                                | Riad                                                                     | Arabia Saudita                                                           | 0 – 0                                                                    | Sudafrica                                                                | Amichevole                                                               | -                                                                        |                                                                          |
| 27-11-1999                                                               | Pretoria                                                                 | Sudafrica                                                                | 1 – 0                                                                    | Svezia                                                                   | Amichevole                                                               | -                                                                        |                                                                          |
| 23-1-2000                                                                | Kumasi                                                                   | Gabon                                                                    | 1 – 3                                                                    | Sudafrica                                                                | Coppa d'Africa 2000 - 1º turno                                           | -                                                                        |                                                                          |
| 27-1-2000                                                                | Kumasi                                                                   | Sudafrica                                                                | 1 – 0                                                                    | RD del Congo                                                             | Coppa d'Africa 2000 - 1º turno                                           | -                                                                        |                                                                          |
| 2-2-2000                                                                 | Kumasi                                                                   | Sudafrica                                                                | 1 – 1                                                                    | Algeria                                                                  | Coppa d'Africa 2000 - 1º turno                                           | -                                                                        | 60’                                                                      |
| 6-2-2000                                                                 | Kumasi                                                                   | Ghana                                                                    | 0 – 1                                                                    | Sudafrica                                                                | Coppa d'Africa 2000 - Quarti di finale                                   | -                                                                        | , 48’                                                                    |
| 12-2-2000                                                                | Accra                                                                    | Sudafrica                                                                | 2 – 2 dts (4 – 3 dtr)                                                    | Tunisia                                                                  | Coppa d'Africa 2000 - Finale 3º posto                                    | -                                                                        |                                                                          |
| 9-7-2000                                                                 | Harare                                                                   | Zimbabwe                                                                 | 0 – 2                                                                    | Sudafrica                                                                | Qual. Mondiali 2002                                                      | -                                                                        |                                                                          |
| 15-8-2001                                                                | Stoccolma                                                                | Svezia                                                                   | 3 – 0                                                                    | Sudafrica                                                                | Amichevole                                                               | -                                                                        |                                                                          |
| 10-11-2001                                                               | Johannesburg                                                             | Sudafrica                                                                | 1 – 0                                                                    | Egitto                                                                   | Amichevole                                                               | -                                                                        |                                                                          |
| 15-1-2002                                                                | Mahikeng                                                                 | Sudafrica                                                                | 1 – 0                                                                    | Angola                                                                   | Amichevole                                                               | -                                                                        | 46’                                                                      |
| 20-1-2002                                                                | Ségou                                                                    | Burkina Faso                                                             | 0 – 0                                                                    | Sudafrica                                                                | Coppa d'Africa 2002 - 1º turno                                           | -                                                                        |                                                                          |
| 24-1-2002                                                                | Ségou                                                                    | Ghana                                                                    | 0 – 0                                                                    | Sudafrica                                                                | Coppa d'Africa 2002 - 1º turno                                           | -                                                                        |                                                                          |
| 30-1-2002                                                                | Ségou                                                                    | Sudafrica                                                                | 3 – 1                                                                    | Marocco                                                                  | Coppa d'Africa 2002 - 1º turno                                           | -                                                                        |                                                                          |
| 3-2-2002                                                                 | Kayes                                                                    | Mali                                                                     | 2 – 0                                                                    | Sudafrica                                                                | Coppa d'Africa 2002 - Quarti di finale                                   | -                                                                        |                                                                          |
| Totale                                                                   |                                                                          | Presenze                                                                 | 46                                                                       |                                                                          | Reti                                                                     | 1                                                                        |                                                                          |